# Friedrich Wilhelm Anton Lüders
Friedrich Wilhelm Anton Lüders (también conocido como Friedrich Lueders) (1751 - 1810) fue un naturalista, y botánico alemán.

## Algunas publicaciones
- johann gottlieb Gleditsch, friedrich wilhelm a. Lüders. 2011. Botanica Medica, Oder Die Lehre Von Den Vorzüglich Wirksamen Einheimischen Arzeneygewächsen, Zu Öffentlichen Vorlesungen Für Angehende Aerzte Bestimmt. Vol. 1, reimpreso de BiblioBazaar, 472 pp. ISBN 1246040832, ISBN 9781246040838

- friedrich wilhelm a. Lüders. 1786. Nomenclator botanicus stirpium Marchiae Brandenburgicae secundum systema Gleditschianum a staminum situ digestus. Ed. Hesse, 107 pp.en línea

- peter immanuel Hartmann, friedrich wilhelm a. Lüders. 1781. Virtutem Salicis laureae anthelminthicam. Ed.	E Typographeo Winteriano, 24 pp.
- La abreviatura «Lüders» se emplea para indicar a Friedrich Wilhelm Anton Lüders como autoridad en la descripción y clasificación científica de los vegetales.[2]